# Amsterdam-Nouvel-Ouest
Amsterdam-Nouvel-Ouest (en néerlandais : Amsterdam-Nieuw West) est l'un des huit stadsdelen (arrondissements) d'Amsterdam. Il est établi sous sa forme actuelle en 2010 au travers de la fusion des anciens arrondissements Geuzenveld-Slotermeer, Slotervaart et Osdorp. En termes de localisation, Amsterdam-Nouvel-Ouest se trouve à l'ouest des arrondissements Sud et Ouest, ainsi qu'au sud de Porte occidentale. D'une superficie de 32,38 km2, il compte 160 124 habitants en 2020, ce qui lui confère une densité de 5 091 habitants/km2.

## Histoire
Le développement de cette partie de la ville débute à la suite de la Seconde Guerre mondiale sur la base du Plan général d'élargissement conçu en 1934, adopté par le conseil municipal en 1935 et lancé en 1939. Les immeubles construits à cette période présentent la particularité d'inclure de grands espaces verts (notamment le Rembrandtpark) entre les bâtiments. Cela leur vaut le nom de Westelijke Tuinsteden (« cités-jardins de l'ouest »).

## Personnalités liées à Nouvel-Ouest
- Abdelhak Nouri, footballeur évoluant à l'Ajax Amsterdam
- Moestafa El Kabir, footballeur, y a grandi
- Sofian Akouili, footballeur, y a grandi